# Sel de Frémy
 (février 2022).
La mise en forme du texte ne suit pas les recommandations de Wikipédia : il faut le « wikifier ».
Les points d'amélioration suivants sont les cas les plus fréquents. Le détail des points à revoir est peut-être précisé sur la page de discussion.
- Les titres sont pré-formatés par le logiciel. Ils ne sont ni en capitales, ni en gras.
- Le texte ne doit pas être écrit en capitales (les noms de famille non plus), ni en gras, ni en italique, ni en « petit »…
- Le gras n'est utilisé que pour surligner le titre de l'article dans l'introduction, une seule fois.
- L'italique est rarement utilisé : mots en langue étrangère, titres d'œuvres, noms de bateaux, etc.
- Les citations ne sont pas en italique mais en corps de texte normal. Elles sont entourées par des guillemets français : « et ».
- Les listes à puces sont à éviter, des paragraphes rédigés étant largement préférés. Les tableaux sont à réserver à la présentation de données structurées (résultats, etc.).
- Les appels de note de bas de page (petits chiffres en exposant, introduits par l'outil «  Source ») sont à placer entre la fin de phrase et le point final[comme ça].
- Les liens internes (vers d'autres articles de Wikipédia) sont à choisir avec parcimonie. Créez des liens vers des articles approfondissant le sujet. Les termes génériques sans rapport avec le sujet sont à éviter, ainsi que les répétitions de liens vers un même terme.
- Les liens externes sont à placer uniquement dans une section « Liens externes », à la fin de l'article. Ces liens sont à choisir avec parcimonie suivant les règles définies. Si un lien sert de source à l'article, son insertion dans le texte est à faire par les notes de bas de page.
- La présentation des références doit suivre les conventions bibliographiques. Il est recommandé d'utiliser les modèles {{Ouvrage}}, {{Chapitre}}, {{Article}}, {{Lien web}} et/ou {{Bibliographie}}. Le mode d'édition visuel peut mettre en forme automatiquement les références.
- Insérer une infobox (cadre d'informations à droite) n'est pas obligatoire pour parachever la mise en page.

Pour une aide détaillée, merci de consulter Aide:Wikification.
Si vous pensez que ces points ont été résolus, vous pouvez retirer ce bandeau et améliorer la mise en forme d'un autre article.
Le sel de Frémy est un composé chimique de formule (K4 [ON(SO3)2]2 ), parfois noté (K2[NO(SO3)2]). C'est un solide brun-jaunâtre clair, mais ses solutions aqueuses sont violet clair,. Le sel de sodium correspondant, le nitrosodisulfonate disodique (NDS, Na2ON(SO3)2, CAS 29554-37-8) est aussi appelé sel de Frémy.
Quels que soient les cations, les sels se distinguent car les solutions aqueuses contiennent le radical [ON(SO3)2]2− .

## Applications
Le sel de Frémy, un radical libre à longue durée de vie, est utilisé comme étalon dans la spectroscopie par résonance paramagnétique électronique (RPE), par exemple pour la quantification des radicaux. Son intense spectre RPE est dominé par trois raies d'égale intensité avec un espacement d'environ 13 G (1.3 mT),,.
Le groupe aminoxyle inorganique est un radical persistant, apparenté au TEMPO.
Il est utilisé dans certaines oxydations, comme celles de certaines anilines et phénols,,,, permettant la polymérisation et la réticulation de peptides et d'hydrogels à base de peptides,.
Il peut aussi être utilisé comme modèle pour les radicaux peroxyles dans des études examinant le mécanisme d'action antioxydant dans une large gamme de produits naturels.

## Préparation
Le sel de Frémy est préparé à partir de l'acide hydroxylaminedisulfonique. L'oxydation de la base conjuguée donne le dianion violet :
HON(SO3H)2 → [HON(SO3)2]2− + 2 H+
2 [HON(SO3)2]2− + PbO2 → 2 [ON(SO3)2]2− + PbO + H2O
La synthèse peut être réalisée en combinant le nitrite et le bisulfite pour donner l'hydroxylaminedisulfonate. L'oxydation est généralement réalisée à basse température, soit chimiquement, soit par électrolyse,.
Autres réactions :
HNO2 + 2 HSO3- → HON(SO3)22- + H2O
3 HON(SO3)22- + MnO4- + H+ → 3 ON(SO3)22- + MnO2 + 2 H2O
2 ON(SO3)22- + 4 K+ → K4[ON(SO3)2]2

## Histoire
Le sel de Frémy a été découvert en 1845 par Edmond Frémy (1814-1894) Son utilisation en synthèse organique a été popularisée par Hans Teuber, de sorte qu'une oxydation utilisant ce sel s'appelle la réaction de Teuber,.